# Casa Pere Company
La casa Pere Company es un edificio modernista de Barcelona, España, construido por Josep Puig i Cadafalch en 1911.
La obra fue propuesta en 1911 para el premio del concurso anual de edificios artísticos de Barcelona, galardón que, finalmente, se concedió a la fábrica Casaramona, del mismo arquitecto.

## Su construcción
En 1910 María Company i Puig, esposa de Pere Company i Molins, compra el solar situado en el cruce de las calles Casanova y Buenos Aires. En 1911 Pere Company i Molins encarga la construcción de la casa chalet, al arquitecto Josep Puig i Cadafalch.  
La casa es considerada la primera obra de la "época blanca" de Puig i Cadafalch, en que el arquitecto de Mataró introdujo influencias de la secesión vienesa en algunos de sus proyectos. En la fachada se mantiene algún elemento decorativo, como el esgrafiado de la Virgen de la Asunción de la parte derecha de la calle Buenos Aires, obra de Tomás Fontanals. En 1940 la casa fue adquirida por un famoso ginecólogo, el doctor Melcior Colet Torrebadella, que la convirtió en una clínica. Las obras se llevaron a término bajo la dirección del interiorista Santiago Marco Urrutia (1885-1949), que del interior solamente conservó la chimenea original de Puig i Cadafalch. En 1982 el doctor Colet, por mediación de presidente del Comité Olímpico Internacional, Joan Antoni Samaranch, entregó la casa a la Generalidad de Cataluña para instalar un museo dedicado al deporte. Fue restaurada en 1986 por Joan Bassegoda i Nonell y acoge el Museo y Centro de Estudios del Deporte Melchor Colet.

## Cronología de propietarios
- 1911–1920: residencia familia Company.
- 1920–1936: residencia familia Rosal (Manufacturas Rosal).
- 1936–1939: laboratorio de Técnica Policial de la Comisaría General de Orden Público.
- 1940–1981: clínica ginecológica doctor Melcior Colet.
- 1982– hoy: Museo y Centro de Estudios del Deporte Melchor Colet

## Galería

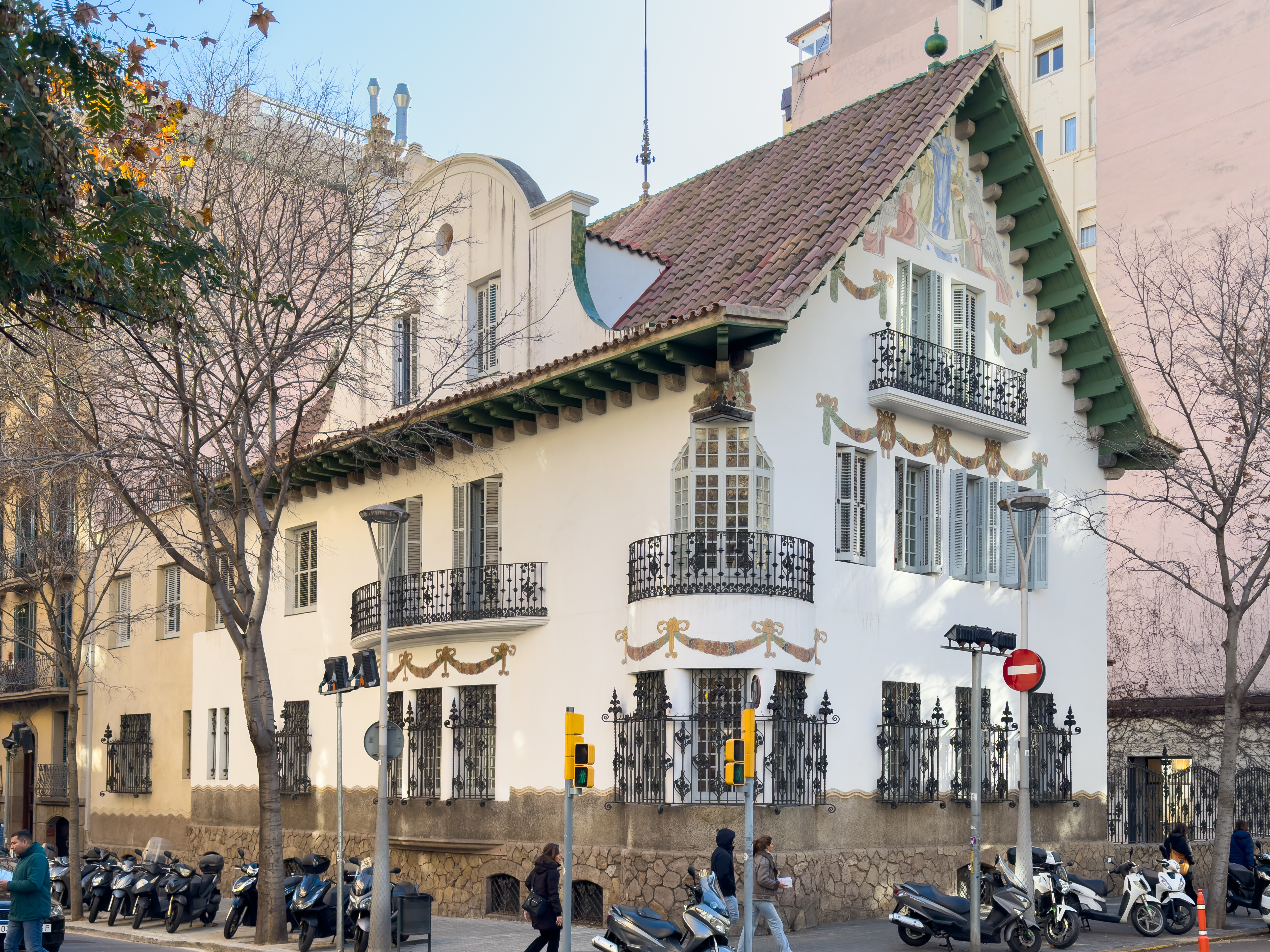
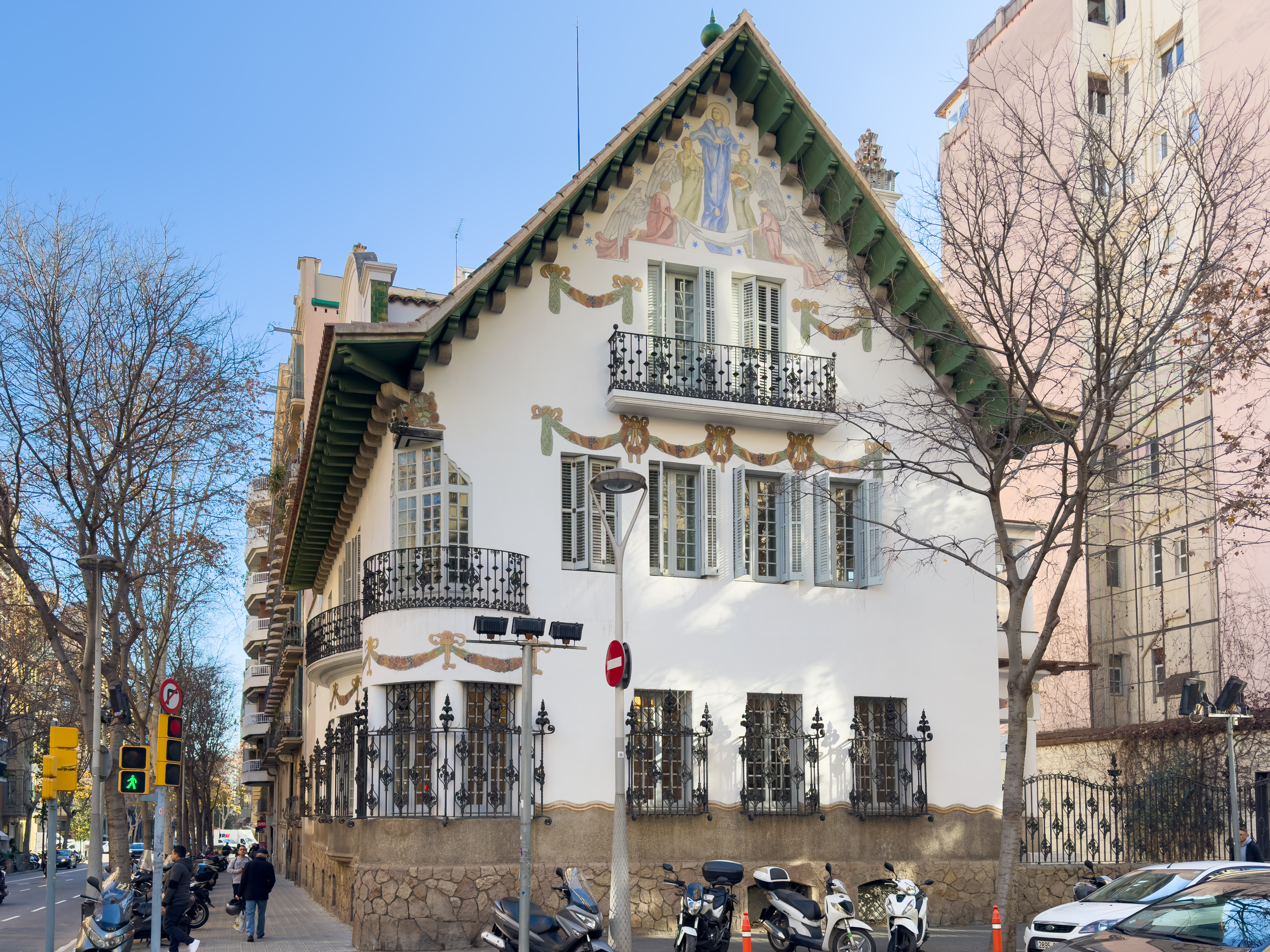
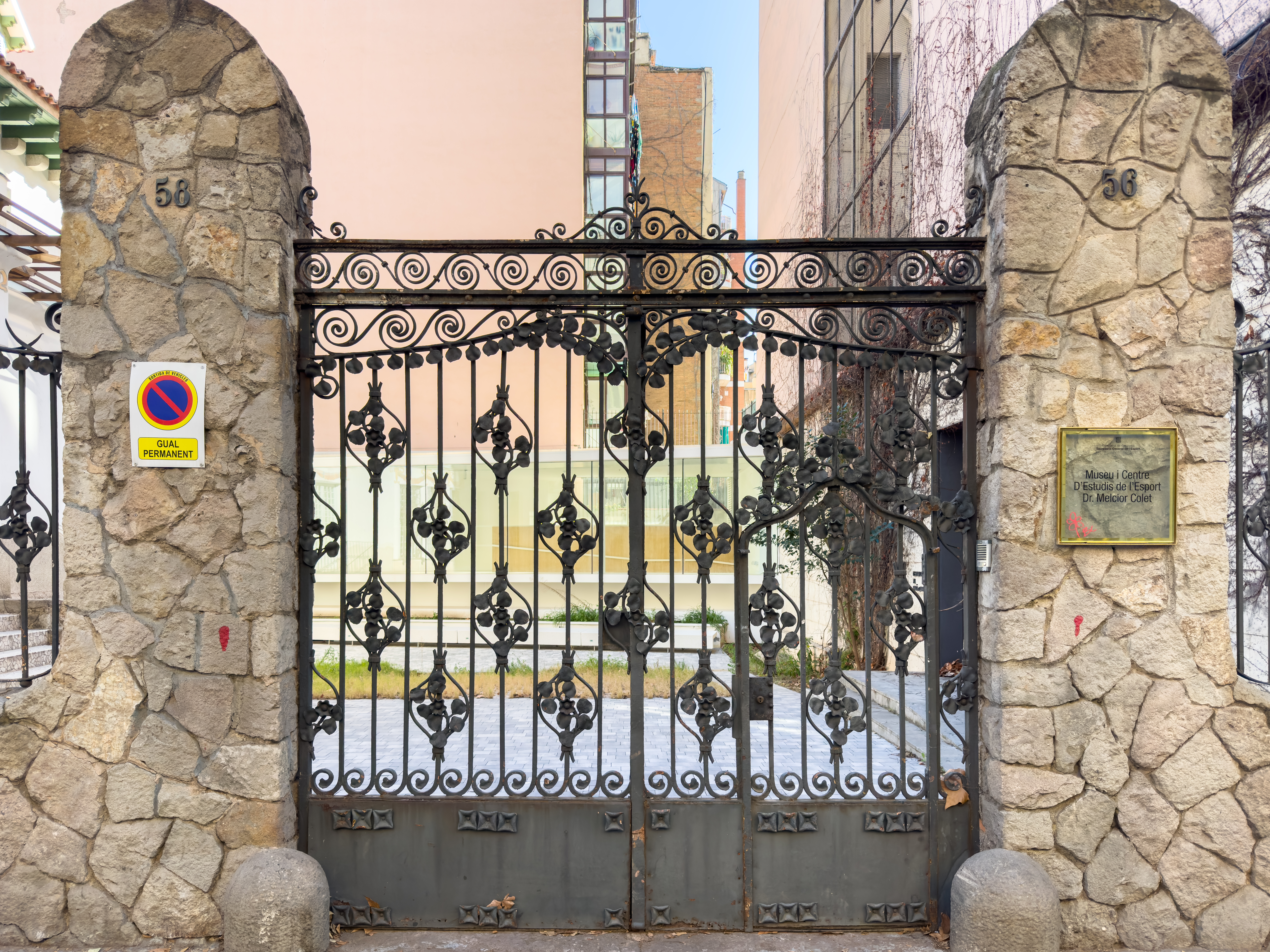
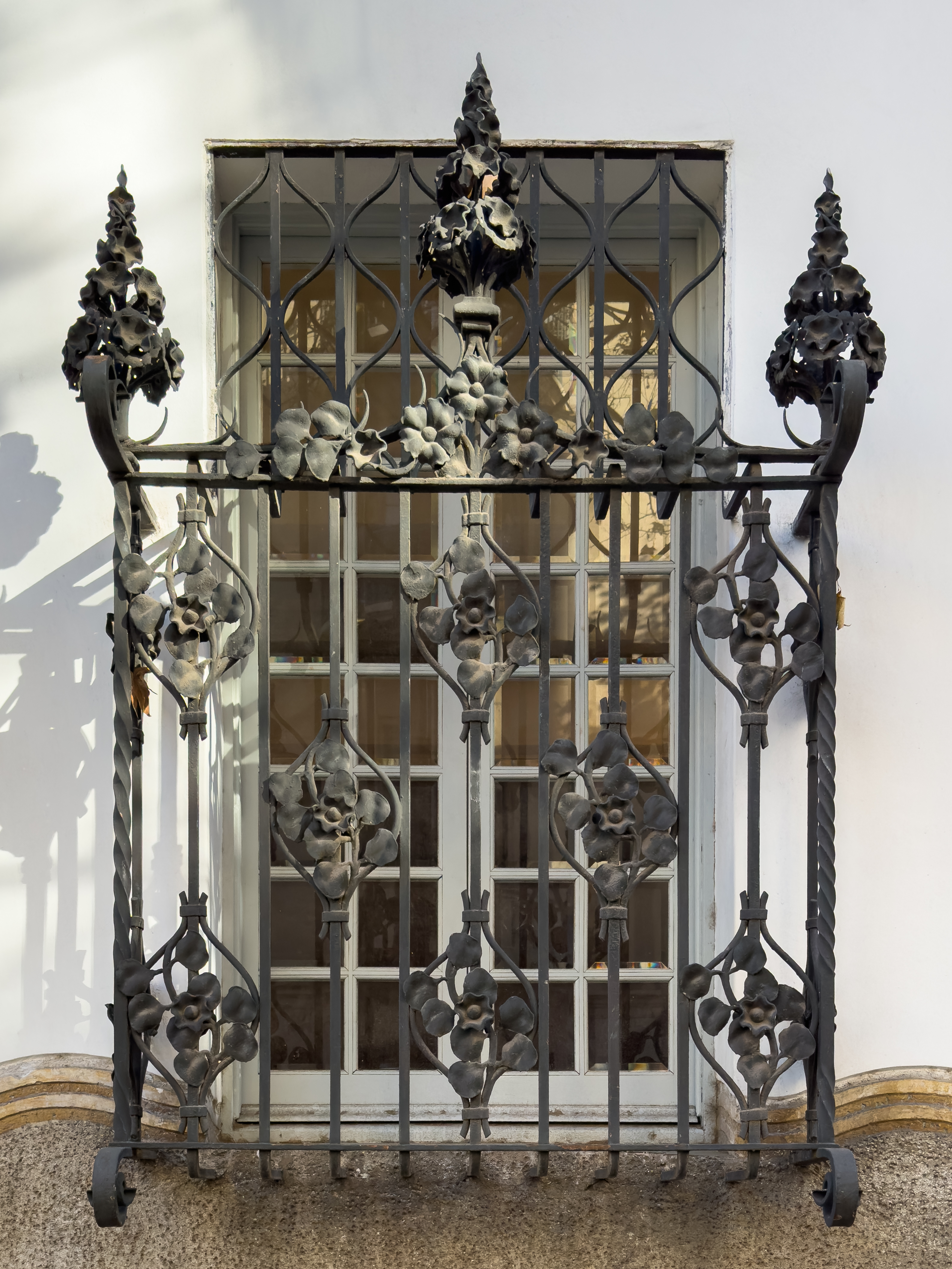